# Winged Victory
Winged Victory is een Amerikaanse oorlogsfilm uit 1944 onder regie van George Cukor.

## Verhaal
Pinkie Scariano, Allan Ross en Frankie Davis willen gevechtspiloot worden. Tijdens hun opleiding sluiten ze vriendschap met Bobby Grills en Irving Miller. Hun weg naar de top loopt niet over rozen.

## Rolverdeling
| Acteur              | Personage          |
| ------------------- | ------------------ |
| Lon McCallister     | Frankie Davis      |
| Jeanne Crain        | Helen              |
| Edmond O'Brien      | Irving Miller      |
| Jane Ball           | Jane Preston       |
| Mark Daniels        | Alan William Ross  |
| Jo-Carroll Dennison | Dorothy Ross       |
| Don Taylor          | Pinkie Scariano    |
| Judy Holliday       | Ruth Miller        |
| Lee J. Cobb         | Arts               |
| Peter Lind Hayes    | O'Brien            |
| Red Buttons         | Whitey             |
| Barry Nelson        | Bobby Crills       |
| Rune Hultman        | Dave Anderson      |
| Gary Merrill        | Kapitein McIntyre  |
| George Reeves       | Luitenant Thompson |